# Cholakkorgan
Cholakkorgan (Шолаккорган) (parfois orthographiée Sholakkorgan ou Chulakkurgan) est une petite ville de la province du Kazakhstan-Méridional, chef-lieu du District de Sozak. Elle est située dans les steppes à 80 km au sud-est du village de Sozak, à 80 km au nord-est de la ville de Kentaou et à 190 km au nord de Chimkent.
La population était de 8727 habitants en 1999, 7934 en 2009, puis 9213 en 2012. La superficie est d'environ 5.0 km².
En 2013, 15 maisons ont été construites à Cholakkorgan dans le cadre d'un programme de l’État Kazakh en un laps de temps de quatre mois, pour un coût de près de 125 millions de tenges kazakhs. Ces maisons ont été attribuées à des anciens combattants et des résidents à faible revenu du district de Suzak.